# Jean-Baptiste Willermoz
Jean-Baptiste Willermoz (1730 – 1824) è stato un massone francese.
Willermoz è il terzo personaggio di spicco del martinismo delle origini.

## Biografia
Commerciante di seta di Lione, nel 1753 è accolto in massoneria e assume rapidamente un ruolo di primo piano in seno all'Ordine. Per l'innata capacità organizzativa viene chiamato alla riforma delle logge massoniche che conduce con costanza e fermezza, non disgiunte da grande abilità, pari a quelle impiegate, qualche anno dopo, per riordinare la dottrina segreta del suo Maestro, Martinez de Pasqually. Il frutto della sua opera è il Rito Scozzese Rettificato, diffuso in tutta l'Europa, che si distingue dal Rito scozzese antico ed accettato per la chiara impronta cristiana (e per questa ragione Willermoz fu chiamato "il massone cristiano"). Due gradi del Rettificato, lo Scudiero Novizio e il Cavaliere Beneficente della Città Santa, contengono due classi segrete, denominate 'Professo' e 'Gran Professo' al cui interno ha inserito la dottrina segreta. Questi due gradi sono stati anche introdotti, sempre in Massoneria, nei c.d. Riti Egizi.
Il 1767, a Versailles, Willermoz riceve, direttamente da Martinez de Pasqually, la prima iniziazione martinista e da questo momento in poi la sua vita sarà illuminata e sorretta dalla dottrina segreta del Maestro. Il 1778 lo vede impegnato nella Loggia di Lione per riorganizzare gli insegnamenti di Martinez ai quali aggiunge le proprie vaste conoscenze esoteriche e scientifiche, contribuendo alla completezza degli studi tradizionali dell'Ordine e alla sua diffusione nei paesi del nord Europa in generale e in Russia in particolare, dove, ancora oggi, sono presenti molte Logge Martiniste di chiara impronta willermozista. È il 1780 quando giunge in Italia al seguito di Saint-Martin per fondare le prime due logge delle quali i documenti dell'epoca danno notizia: una a Torino e una a Napoli. Tuttavia, i divieti politici ispirati dal papato faranno sì che a partire dal 1790 ogni attività Martinista venga pubblicamente sospesa limitandosi a propagarsi nella clandestinità fino alla metà del 1800.
Ma come vedeva la riconciliazione questo personaggio che era nel contempo cristiano, massone e martinista? Ce lo dice A. Yoly nel suo Un mistico lionese: « [...] Willermotz insegna che l'uomo fu creato a immagine e somiglianza di Dio, superiore a tutta la natura spirituale, temporale e materiale, potente in tutta l'accezione del termine, per poter essere un 'mezzo di riconciliazione per il principio del male', ma che, avendo fallito la sua missione e per la sua prevaricazione, è stato punito con la morte spirituale. Dopo la sua caduta tuttavia non è divenuto un essere passivo e 'mostruoso' a causa dell'alleanza dello spirituale e del materiale che costituisce la sua natura degradata. Il suo crimine è la sorgente di tutti i mali che affliggono l'umanità. L'uomo non ha che uno scopo, quello di riconciliarsi. Questo scopo non è impossibile sia perché 'Adamo' ha ricevuto dei 'soccorsi potentissimi', sia perché successivamente l'opera del Cristo Divino Riparatore Universale e il suo insegnamento – il cui senso segreto è conosciuto dai soli discepoli - ci ha aperto la Via e ci promette il successo. Gli emblemi massonici si rapportano a questa mistica e debbono essere interpretati in questo senso. Il Tempio di Salomone, secondo il piano misterioso ricevuto da David, è eseguito da Salomone con l'aiuto di Hiram Abif e dei primi Massoni. Esso è costruito ad immagine dell'uomo e dell'universo. Studiare i simboli del Tempio è studiare l'uno e l'altro».

## Opere
- Jean-Baptiste Willermoz, L'uomo-Dio. Trattato delle due Nature, Tiphere, 2015,  p. 72, ISBN 8864961704.
- Jean-Baptiste Willermoz, Le Istruzioni di Lione, Tipheret, 2015, ISBN 8864961704.